# Sylwester Marciniak
Sylwester Adam Marciniak (ur. 6 grudnia 1957 w Rakoniewicach) – polski prawnik, sędzia Naczelnego Sądu Administracyjnego, od 2014 wiceprzewodniczący, a od 2020 przewodniczący Państwowej Komisji Wyborczej.

## Życiorys
Urodził się 6 grudnia 1957 w Rakoniewicach, w rodzinie Eugeniusza i Cecylii . Odbył studia prawnicze na Uniwersytecie im. Adama Mickiewicza, po ich ukończeniu studiów został powołany do odbycia przeszkolenia w ramach wojskowego szkolenia studentów, które w ówczesnym stanie prawnym było jedną z form obowiązkowej służby wojskowej. Przeszkolenie odbył w Szkole Oficerów Rezerwy przy Ośrodku Szkolenia Wojskowej Służby Wewnętrznej w Mińsku Mazowieckim. Po zakończeniu szkolenia i praktyki został mianowany oficerem rezerwy WSW . Wykładowca na szkoleniach m.in. dla doradców podatkowych, pracowników administracji, adwokatów i radców prawnych, członek komisji egzaminacyjnej dla doradców podatkowych i kolegium redakcyjnego „Przeglądu Podatkowego”.
Rozpoczął orzekanie w sądownictwie powszechnym. Został sędzią w wydziale cywilnym i ksiąg wieczystych Sądu Rejonowego w Grodzisku Wielkopolskim, a od 1995 – sędzią wydziału cywilno-odwoławczego Sądu Wojewódzkiego w Poznaniu. W latach 1994–1998 był członkiem Krajowej Rady Sądownictwa. W 1998 powołany przez prezydenta na sędziego Naczelnego Sądu Administracyjnego (ośrodek zamiejscowy w Poznaniu). Przystąpił do orzekania w Izbie Finansowej NSA, został przewodniczącym Wydziału Informacji Sądowej oraz rzecznikiem prasowym NSA. W grudniu 2014 wybrany nowym członkiem i zastępcą szefa Państwowej Komisji Wyborczej (ze wskazania szefa NSA). W styczniu 2020 znalazł się w kolejnym składzie PKW, a 11 lutego tego samego roku objął funkcję jej przewodniczącego.
Mieszka w Rakoniewicach.
W 1993 odznaczony Srebrnym Krzyżem Zasługi.